# بولرادیتسه
بولرادیتسه (به چکی: Boleradice) یک منطقهٔ مسکونی در جمهوری چک است که در ناحیه برتسلاو واقع شده‌است. بولرادیتسه ۸۹۱ نفر جمعیت دارد.